# Contracttheorie
In de micro-economie onderzoekt de contracttheorie hoe economische agenten contractuele regelingen construeren, in het algemeen in de aanwezigheid van asymmetrische informatie. Vanwege haar connecties met zowel agentschap en stimulansen, wordt de contracttheorie vaak gecategoriseerd als een onderdeel van het vakgebied recht en economie. Een prominente toepassing van de contracttheorie is het ontwerp van optimale schema's voor de beloning van managers. In de economie werd de eerste formele behandeling van de contracttheorie in de jaren 1960 door Kenneth Arrow gegeven. 
Een gangbare praktijk in de micro-economie van de contracttheorie is om het gedrag van een beslisser te representeren onder veronderstelling van bepaalde numerieke nutsstructuren om vervolgens een optimalisatie-algoritme toe te passen om optimale beslissingen te identificeren. Een dergelijke procedure wordt binnen het raamwerk van de contracttheorie toegepast op een aantal typische situaties zoals moral hazard, averechtse selectie en signalering. De geest van deze modellen ligt in het vinden van theoretische manieren om agenten te motiveren om de benodigde acties te ondernemen, zelfs onder een verzekeringscontract. De belangrijkste resultaten die door deze familie van modellen zijn bereikt zijn onder andere de wiskundige eigenschappen van de nutsstructuur van de principaal en van de agent, ontspanning van restrictieve aannames, en variaties in de tijdsstructuur van de contractuele relatie. Het is gebruikelijk om mensen als maximeerders van bepaalde Von Neumann-Morgenstern-nutsfuncties, zoals gesteld in de verwachte nutstheorie, te modelleren.

## Belangrijkste modellen van agency-problemen

### Moral hazard
In moral hazard-modellen staat informatieasymmetrie voor de onmogelijkheid van de principaal om de acties van de agent te observeren en/of te verifiëren. Op prestaties gebaseerde contracten die afhankelijk zijn van waarneembare en verifieerbare output kunnen vaak worden gebruikt om stimulansen voor de agent op te stellen die ook in het belang van de principaal zijn. Wanneer agenten echter risico-avers zijn, zullen dergelijke contracten in het algemeen second-best zijn, dit omdat incentivisatie volledige verzekering uitsluit.
Het typische moral hazard-model wordt als volgt geformuleerd. De principaal lost de onderstaande functie op:
{\displaystyle \max _{w(\cdot )}E\left[y({\hat {e}})-w(y({\hat {e}}))\right]}
onder restrictie van de "individuele rationaliteit (IR)" van de agenten, 
{\displaystyle E\left[u(w(y(e)))-c(e)\right]\geq {\bar {u}}}
en de restrictie van de "incentive compatibiliteit (IC)" van de agent, 
{\displaystyle {\hat {e}}=\arg \max _{e}E\left[u(w(y(e)))-c(e)\right]\geq {\bar {u}}},
waar {\displaystyle w(\cdot )} het loon als een functie van de output {\displaystyle y} is, die op haar beurt een functie van de inspanning: {\displaystyle e} is. 
{\displaystyle c(e)} representeert de kosten van de inspanning, het reserveringsnut wordt gegeven door {\displaystyle {\bar {u}}}.
{\displaystyle u(\cdot )} is the "nutsfunctie", die voor de risico-averse agent concaaf is, convex is voor de risico-zoekende agent, en lineair voor de risico-neutrale agent.

### Averechtse selectie
In averechtse selectie-modellen is de principaal niet op de hoogte van een bepaalde karakteristieke eigenschap van de agent. Om een voorbeeld te geven in een competitieve markt zal een ziektekostenverzekering eerder worden gekocht door mensen die een hogere kans hebben om ziek te worden.

## Incomplete contracten
Contracttheorie maakt ook gebruik van de notie van een volledig contract. Een volledig contract kan worden gezien als een contract dat de rechtsgevolgen van elke mogelijke toestand van de wereld specificeert. Meer recente ontwikkelingen, die bekendstaan als de theorie van de incomplete contracten, gepionierd door Oliver Hart en zijn medeauteurs, bestuderen de stimulerende effecten van de onmogelijkheden van partijen om volledige contingente contracten op te stellen, bijvoorbeeld met betrekking tot relatie-specifieke investeringen.
Aangezien het voor partijen onmogelijk complex en kostbaar om hun contracten volledig te specificeren, voorziet de wet in standaardregels, die de gaten vullen in het expliciet gespecificeerde contract tussen de partijen.
Gedurende de laatste 20 jaar is er veel moeite gestoken in de analyse van dynamische contracten. Belangrijke vroege bijdragers aan deze literatuur zijn onder andere, Edward J. Green, Stephen Spear en Sanjay Srivastava.

## Voorbeelden
- George Akerlof beschreef averechtse selectie in de markt voor tweedehands auto's.
- In bepaalde modellen, zoals Michael Spences arbeidsmarktmodel, kan de agent zijn type aan de  opdrachtgever signaleren wat kan helpen om het probleem op te lossen.

## Voetnoten
1. ↑   Hart, Oliver en Moore, John, 1988 te maken. "Incomplete Ccontracts and Renegotiation," Econometrica, 56 (4), blz. 755-785.